# Ibateguara
Ibateguara là một đô thị ở bang Alagoas, Brasil. 
Dân số năm 2004 ước tính là 14.841 người. 